# Gargantas de Kakueta

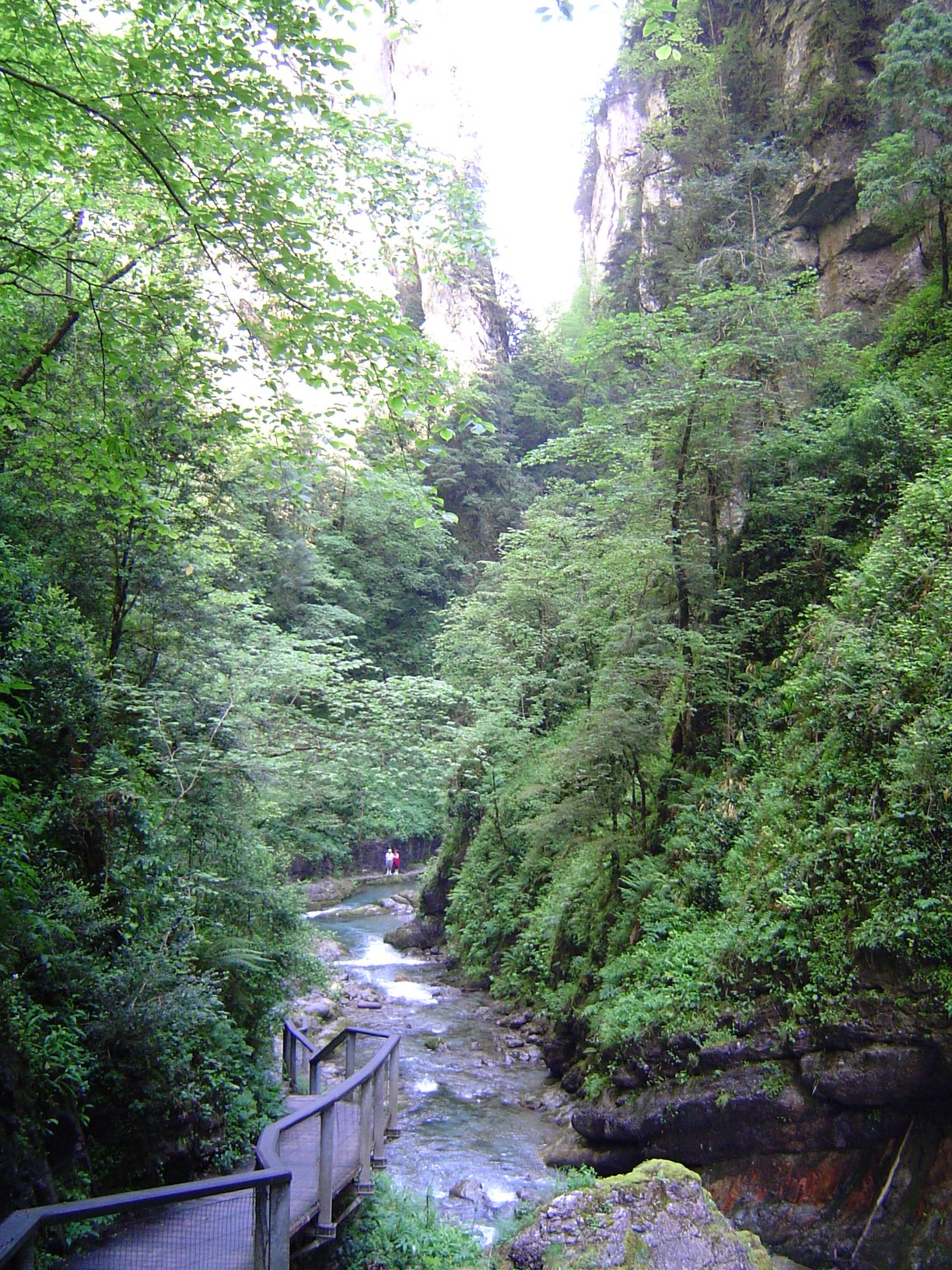
Garganta de Kakueta.

La garganta o foz de Kakueta es un desfiladero de 4,5 km formado por el río Uhaitza. Se sitúa en el municipio zuberotarra de Santa Engracia el País Vasco Francés (Francia).
Se ubica en la parte occidental del Pirineo. El Kakueta nace en el collado de Urdaite o Arrakogoiti en el límite fronterizo con Navarra, cerca de Isaba. Fluye entre los montes Lakora, Larregorri, Yhizkundize, Larragneburia, Binbaleta y Eskantolha. 
La garganta es un estrecho desfiladero abierto en la piedra caliza repleta de cuevas, grutas y cascadas. En el mismo, el río va recibiendo aportes de corrientes subterráneas provenientes del sistema kárstico de Larra como el río San Jorge que surge en Ilamina o el río San Martín.

El nivel hídrico depende de la estación, siendo en primavera, debido al deshielo, cuando su caudal es mayor. La cascada del Kakueta está considerada como una de las imágenes más hermosas de los parajes del Pirineo vasco.
El desfiladero está preparado para la visita turística en una longitud de algo más de 2 km. Un recorrido habilitado mediante pasos en la roca y puentes permite la visita. Destacan las  altas paredes repletas de cuevas por las que, en muchas ocasiones, surgen vías de agua formando cascadas.
La cascada de Kakueta tiene un aporte relevante. No se ha logrado saber cuál es la cuenca de la que se nutre ni la dimensión de la misma. En octubre de 1937 se produjeron grandes precipitaciones que hicieron que Kakueta estuviera durante 9 meses manando más de un metro cúbico por encima de su nivel normal por lo que debía de mantener una reserva superior a 25.000.000 de metros cúbicos mientras que los cálculos sobre la cuenca que alimenta esta afluencia solo justificaban 2.500.000 metros cúbicos.
Fue explorada por primera vez en 1906 por Édouard-Alfred Martel.

## Galería

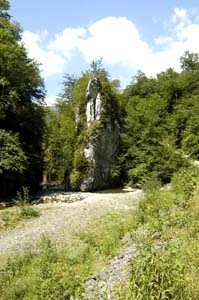
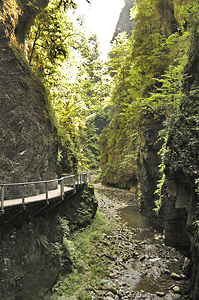
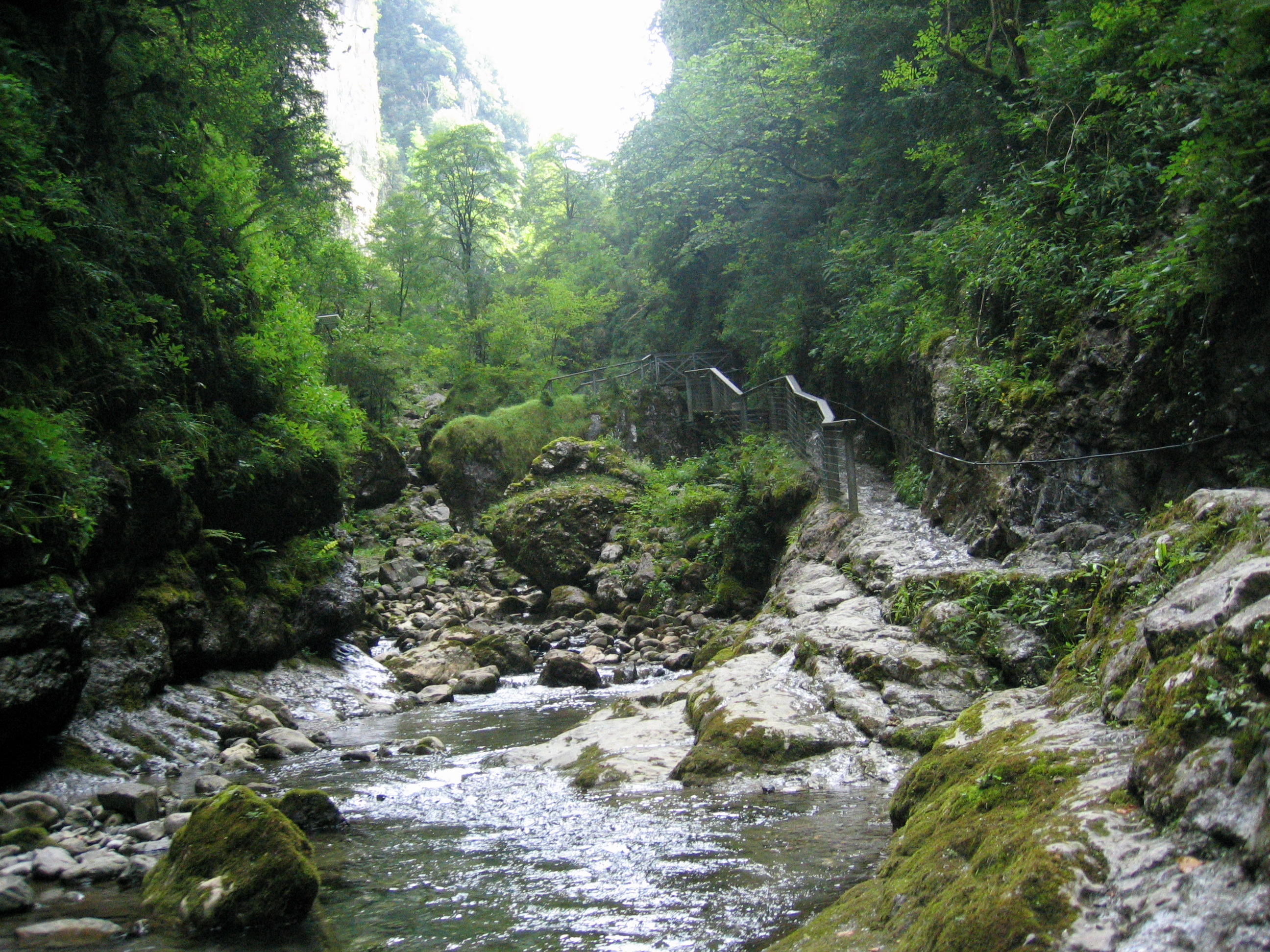
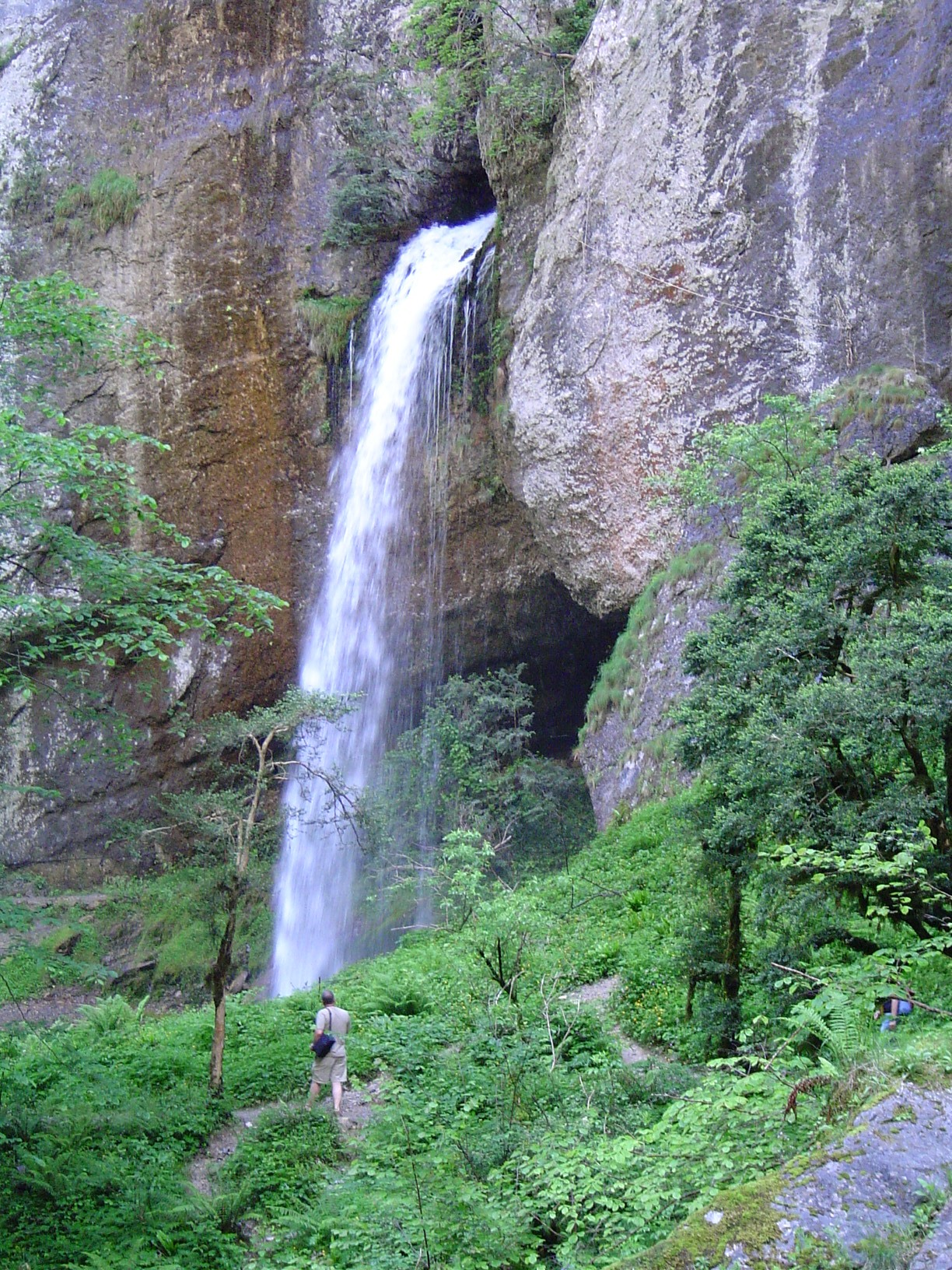
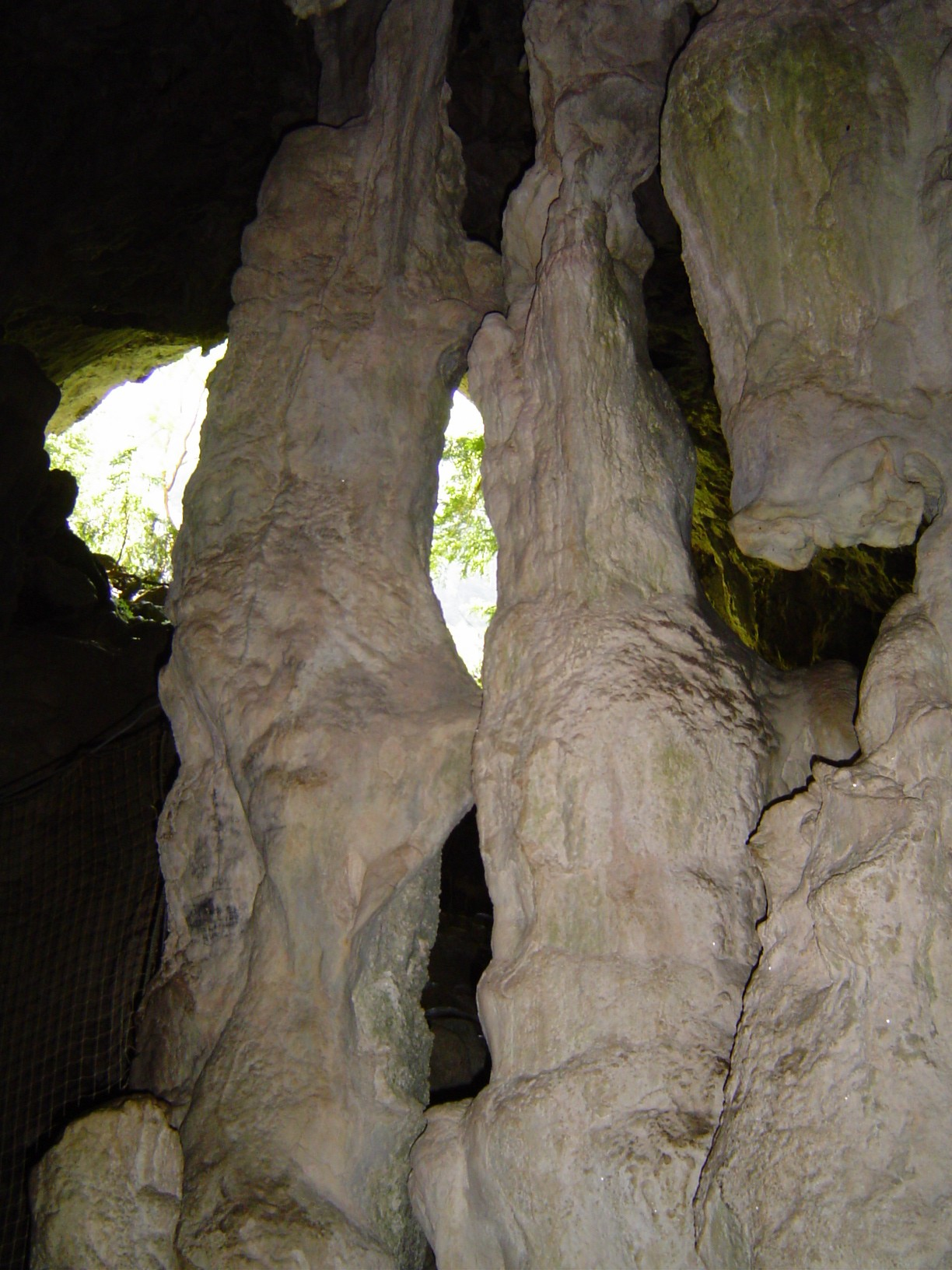